# Margaret, lady Denham
Margaret, lady Denham, född 1642, död 1667, var en engelsk mätress.
Hon blev uppmärksammad för det förhållande hon hade med Jakob II av England 1665-1667. 
Hon ryktades ha blivit förgiftad av sin svartsjuke make, poeten John Denham. Hon räknas som en av Windsor beauties.